# Apatania lenica
Apatania lenica är en nattsländeart som beskrevs av Ivanov in Ivanov och Grigorenko 1991. Apatania lenica ingår i släktet Apatania och familjen Apataniidae. Inga underarter finns listade i Catalogue of Life.